# Benz 10/20 PS
Der Benz 10/20 PS wurde 1909 dem kleineren Benz 10/18 PS als nächstgrößeres Modell zur Seite gestellt.
Der Wagen war mit einem Vierzylinder-Reihenmotor mit 2610 cm³ Hubraum ausgestattet, der 20 PS (15 kW) bei 1500 min−1 entwickelte. Die Motorkraft wurde an über eine Lederkonuskupplung an ein Drei- oder Vierganggetriebe weitergeleitet und von dort über eine Kardanwelle an die Hinterräder. Die Höchstgeschwindigkeit lag bei 65–69 km/h, der Benzinverbrauch bei 15–16 l / 100 km.
Das blattgefederte Fahrzeug mit Holzspeichenrädern und Luftreifen kostete als Doppelphaeton ℳ 9.000,--, als Limousine und Landaulet ℳ 11.000,--.

## Quelle
- Werner Oswald: Mercedes-Benz Personenwagen 1886–1986. 4. Auflage. Motorbuch Verlag Stuttgart (1987). ISBN 3-613-01133-6, S. 46–47